# پرچم اسلواکی
پرچم اسلواکی برای اولین بار در ۳ سپتامبر ۱۹۹۲ به رسمیت شناخته شد. به‌عنوان پرچم ملی اسلواکی شناخته می‌شود و همچنین دارای تناسب ۲:۳ می‌باشد.

## نگارخانه